# إزميرالدا مويا
إزميرالدا مويا كاناس (بالإسبانية: Esmeralda Moya Cañas) هي ممثلة إسبانية، ولدت في 31 أغسطس 1985 في توريخون دي أردوز في إسبانيا.

## روابط خارجية
- Esmeralda Moya على موقع IMDb (الإنجليزية)
- Esmeralda Moya على موقع ألو سيني (الفرنسية)
- Esmeralda Moya على موقع قاعدة بيانات الفيلم (الإنجليزية)
- Esmeralda Moya على موقع كينوبويسك (الروسية)